# عرفان اسفندیاری
عرفان اسفندیاری (زاده ۷ آبان ۱۳۷۸ در کرج) بازیکن فوتبال اهل ایران است که در پست دروازه‌بان برای باشگاه فوتبال پیکان بازی میکند.

## تیم های باشگاهی
وی سابقه بازی در تیم فوتبال پیکان تهران در ليگ برتر خلیج فارس را دارد.